# Галабін Боєвський
Галабін Боєвський (19 грудня 1974) — болгарський важкоатлет.
Олімпійський чемпіон 2000 року в категорії до 69 кг.
Чемпіон світу 1999 (до 69 кг), 2001 (до 69 кг) років.
Чемпіон Європи 1999 (до 69 кг), 2002 (до 69 кг), 2003 (до 69 кг) років.